# Ana Moser

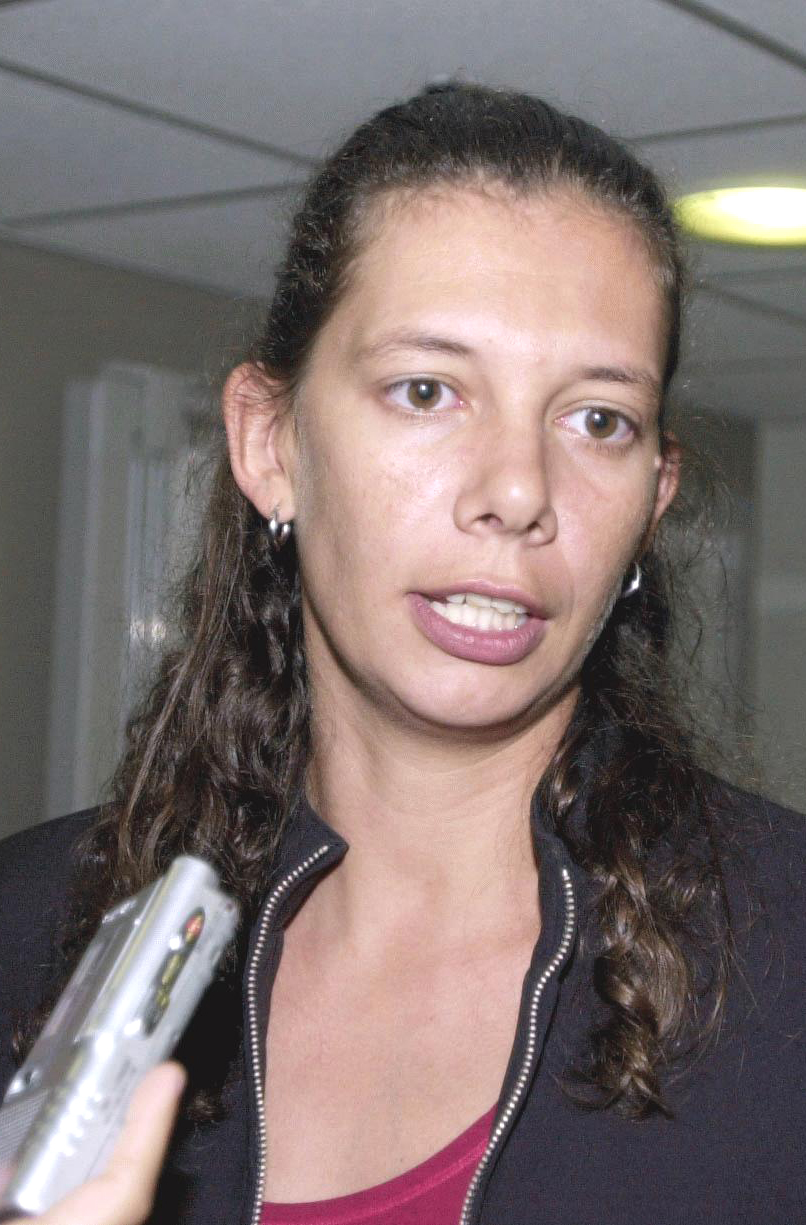
Ana Moser

Ana Beatriz Moser, född 14 augusti 1968 i  Blumenau, är en brasiliansk före detta volleybollspelare.
Moser blev olympisk bronsmedaljör i volleyboll vid sommarspelen 1996 i Atlanta.

## Klubbar
| Klubb                     | Land      | Från | Till |
| ------------------------- | --------- | ---- | ---- |
| Transbrasil/Pinheiros     | Brasilien | 1985 | 1988 |
| Sadia EC                  | Brasilien | 1988 | 1991 |
| Colgate/São Caetano       | Brasilien | 1991 | 1993 |
| Leite Moça/ Sorocaba      | Brasilien | 1993 | 1996 |
| Mizuno/Uniban             | Brasilien | 1996 | 1997 |
| Barueri VC                | Brasilien | 1997 | 1998 |
| Universidade de Guarulhos | Brasilien | 1998 | 1999 |
| BCN/Osasco                | Brasilien | 1999 | 1999 |